# Glyphis
Glyphis é um gênero de tubarões da família Carcharhinidae. São tubarões de água doce, e existem três espécies descritas oficialmente e três ainda em processo de descrição. O primeiro exemplar filmado por uma câmara foi pescado por Jeremy Wade.
- Glyphis gangeticus (Müller e Henle, 1839)
- Glyphis glyphis (Müller e Henle, 1839)
- Glyphis siamensis (Steindachner, 1896)
- Glyphis garricki
- Glyphis fowlerae
- Glyphis bizantii